# فهرست نمایندگان مجلس سنای ایالات متحده آمریکا از نوادا
فهرست نمایندگان مجلس سنای ایالات متحده از نوادا

## کلاس ۱
| ردیف | نام سناتور         | حزب        | دوره                            | ترم | توضیحات |
| ---- | ------------------ | ---------- | ------------------------------- | --- | ------- |
| ۱    | ویلیام ام. استوارت | جمهوری‌خواه | ۱ فوریه ۱۸۶۵ - ۴ مارس ۱۸۷۵      |     |         |
| ۲    | ویلیام شارون       | جمهوری‌خواه | ۴ مارس ۱۸۷۵ - ۴ مارس ۱۸۸۱       |     |         |
| ۳    | جیمز گراهام فر     | دموکرات    | ۴ مارس ۱۸۸۱ - ۴ مارس ۱۸۸۷       |     |         |
| ۴    | ویلیام ام. استوارت | جمهوری‌خواه | ۴ مارس ۱۸۸۷ - ۴ مارس ۱۹۰۵       |     |         |
| ۵    | جورج اس. نیکسون    | جمهوری‌خواه | ۴ مارس ۱۹۰۵ - ۵ ژوئن ۱۹۱۲       |     |         |
|      | بدون متصدی         | بدون متصدی | ۵ ژوئن ۱۹۱۲ - ۱ ژوئیه ۱۹۱۲      |     |         |
| ۶    | ویلیام ای. مسی     | جمهوری‌خواه | ۱ ژوئیه ۱۹۱۲ - ۲۹ ژانویه ۱۹۱۳   |     |         |
| ۷    | کی پیتمن           | دموکرات    | ۲۹ ژانویه ۱۹۱۳ - ۱۰ نوامبر ۱۹۴۰ |     |         |
|      | بدون متصدی         | بدون متصدی | ۱۰ نوامبر ۱۹۴۰ - ۲۷ نوامبر ۱۹۴۰ |     |         |
| ۸    | برکلی الو بونکر    | دموکرات    | ۲۷ نوامبر ۱۹۴۰ - ۶ دسامبر ۱۹۴۲  |     |         |
| ۹    | جیمز جی. اسکرگام   | دموکرات    | ۷ دسامبر ۱۹۴۲ - ۲۳ ژوئن ۱۹۴۵    |     |         |
|      | بدون متصدی         | بدون متصدی | ۲۳ ژوئن ۱۹۴۵ - ۲۴ ژوئیه ۱۹۴۵    |     |         |
| ۱۰   | ادوارد پی. کارویل  | دموکرات    | ۲۴ ژوئیه ۱۹۴۵ - ۳ ژانویه ۱۹۴۷   |     |         |
| ۱۱   | جورج دبلیو. مالون  | جمهوری‌خواه | ۳ ژانویه ۱۹۴۷ - ۳ ژانویه ۱۹۵۹   |     |         |
| ۱۲   | هوارد دبلیو کانن   | دموکرات    | ۳ ژانویه ۱۹۵۹ - ۳ ژانویه ۱۹۸۳   |     |         |
| ۱۳   | چیک هکت            | جمهوری‌خواه | ۳ ژانویه ۱۹۸۳ - ۳ ژانویه ۱۹۸۹   |     |         |
| ۱۴   | ریچارد برایان      | دموکرات    | ۳ ژانویه ۱۹۸۹ - ۳ ژانویه ۲۰۰۱   |     |         |
| ۱۵   | جان انساین         | جمهوری‌خواه | ۳ ژانویه ۲۰۰۱ - ۳ مه ۲۰۱۱       |     |         |
|      | بدون متصدی         | بدون متصدی | ۳ مه ۲۰۱۱ - ۹ مه ۲۰۱۱           |     |         |
| ۱۶   | دین هلر            | جمهوری‌خواه | ۹ مه ۲۰۱۱ -                     |     |         |

## کلاس ۳
| ردیف | نام سناتور          | حزب        | دوره                           | ترم | توضیحات |
| ---- | ------------------- | ---------- | ------------------------------ | --- | ------- |
| ۱    | جیمز دبلیو. نای     | جمهوری‌خواه | ۱۶ دسامبر ۱۸۶۴ – ۴ مارس ۱۸۷۳   |     |         |
| ۲    | جان پی. جونز        | جمهوری‌خواه | ۴ مارس ۱۸۷۳ – ۴ مارس ۱۹۰۳      |     |         |
| ۳    | فرانسیس جی. نیولندز | دموکرات    | ۴ مارس ۱۹۰۳ – ۲۴ دسامبر ۱۹۱۷   |     |         |
|      | بدون متصدی          |            |                                |     |         |
| ۴    | چارلز بی. هندرسون   | دموکرات    | ۱۲ ژانویه ۱۹۱۸ – ۴ مارس ۱۹۲۱   |     |         |
| ۵    | تسکر اودی           | جمهوری‌خواه | ۴ مارس ۱۹۲۱ – ۴ مارس ۱۹۳۳      |     |         |
| ۶    | پت مک‌کارن           | دموکرات    | ۴ مارس ۱۹۳۳ - ۲۸ سپتامبر ۱۹۵۴  |     |         |
|      | بدون متصدی          |            |                                |     |         |
| ۷    | ارنست اس. براون     | جمهوری‌خواه | ۱ اکتبر ۱۹۵۴ - ۱ دسامبر ۱۹۵۴   |     |         |
| ۸    | آلن بایبل           | دموکرات    | ۲ دسامبر ۱۹۵۴ – ۱۷ دسامبر ۱۹۷۴ |     |         |
| ۹    | پل لاکسالت          | جمهوری‌خواه | ۱۸ دسامبر ۱۹۷۴ – ۳ ژانویه ۱۹۸۷ |     |         |
| ۱۰   | هری رید             | دموکرات    | ۳ ژانویه ۱۹۸۷ - تاکنون         |     |         |